# Szymon Winawer
Szymon Abramowicz Winawer foi um proeminente enxadrista amador polonês do final do Século XIX, tendo uma carreira vitoriosa de quase 30 anos.
Sua primeira vitória num evento importante foi em Paris (1867) num torneio internacional realizado no Café de la Régence, quando terminou em 2º lugar empatado com Steinitz e atrás de Kolisch.
Winaver permaneceu como um dos melhores enxadristas do mundo nos 15 anos seguintes, e em 1868 venceu na Varsóvia, sua cidade natal, o primeiro torneio de xadrez realizado na Polônia. Seu melhor resultado foi no torneio de Viena (1882) quando empatou em primeiro com Steinitz, que foi considerado o torneio mais forte da história na época. Um fato curioso ocorreu no ano seguinte: enquanto viajava para Viena precisou parar com urgência para a ir em um dentista em Nuremberga onde estava prestes a começar uma competição. Os organizadores atrasaram o início do torneio e o persuadiram a participar e como desfecho ele acabou vencendo o torneio, ficando a frente de Blackburne.

## Principais resultados em torneios
| Data | Local       | Colocação | Observações |
| ---- | ----------- | --------- | --- |
| 1867 | Paris 1867  | 2         | Vencido por Ignac Kolisch, com Wilhelm Steinitz em terceiro e Gustav Neumann em quarto.                               |
| 1878 | Paris 1878  | 1         | Com Johannes Zukertort em segundo Joseph Henry Blackburne em terceiro e George Henry Mackenzie em quarto.             |
| 1881 | Berlim 1881 | 3         | Vencido por Joseph Henry Blackburne e com participação de Johannes Hermann Zukertort, Mikhail Chigorin e James Mason. |